# Aga Khan II
Aga Khan II (persa: آغا خان دوم, Agha Khan-i Duwwum, o, menys conegut encara que correcte آقا خان دوم, Aqa Khan-i Duwwum), va ser el títol que va prendre Aqa Ali Shah (persa: آقا علی شاه, Aqa 'Ali Shah) (Mahallat, Pèrsia, 1830 - Pune, Índia, agost de 1885), 47è imam dels musulmans nizarites ismaïlites. Membre de la família reial iraniana, es va esdevenir imam el 1881. Durant la seva vida, va ajudar a millorar la seva comunitat, i la gran comunitat musulmana de l'Índia. Era un gran esportista i caçador.

## L'imamat Ismaili
Aqa Ali Shah es va convertir en imam dels ismaelites el 1881 en morir el seu pare, també va heretar d'ell el títol de Aga Khan. Aga Khan II mantingué els llaços cordials que el seu pare havia desenvolupat amb Gran Bretanya i va ser nomenat membre del Consell Legislatiu de Bombai mentre Sir James Fergusson era el governador de Bombai. Aquest va ser un èxit important, ja que la "candidatura al Consell d'aquells dies era una rara distinció concedida només als homes de capacitat excepcional i alta posició social".
Aqa Imam Ali Shah també va heretar la preocupació del seu pare envers els seus seguidors i va ser ben informat de les seves necessitats, després d'haver estat assignat pel seu pare amb el dret de visitar les diverses comunitats al sud d'Àsia. Per exemple, quan una confusió havia sorgit a causa del fet que alguns d'aquests seguidors a l'Índia es regeixen en part pel dret musulmà i en part per la llei hindú, va ser nomenat membre d'una comissió en 1874, que es va constituir per presentar propostes de modificació de la llei relativa a la seva comunitat.
Com a mostra del seu interès pel benestar dels seus seguidors, també va crear una sèrie d'escoles per a ells a Bombai i en altres parts, i va prestar assistència financera a famílies que ho necessitaven. Encara que el seu imamat només va durar quatre anys, va ser capaç d'incrementar els contactes amb els seus seguidors que vivien fora del subcontinent asiàtic, en particular els que residien a les regions de la part alta de l'Oxus, Birmània, i Àfrica oriental. Va obtenir un gran reconeixement pel seu treball, ja que "va complir els seus deures i obligacions d'una manera que va atreure l'admiració i l'aprovació de la comunitat".

## Esports i passatemps
Ali Shah, el pare d'Aqa va començar la tradició familiar de la cria de cavalls i les carreres a Bombai. La primera propietat d'Aga Khan, tenia alguns dels millors cavalls àrabs del món, que van ser heretats per Aqa Ali Shah. Sultan Muhammad Shah més tard, va comentar que quan el seu pare va morir, "va deixar un imponent establiment esportiu i grans allotjaments amb: falcons, gossos, i entre vuitanta i noranta cavalls de carreres".
Aqa Ali Shah no era només un pilot hàbil, sinó també un gran esportista i caçador, i va ser especialment famós per les seves caceres de tigres a l'Índia. Era famós per fer caceres de tigres perseguint-los a peu; la seva molt bona punteria li va permetre abatre uns 40 felins.

## Mort i llegat
Mentre caçava ocells aquàtics prop de Pune, el 1885, Aqa Ali Shah va contreure pneumònia. En descriure l'incident, el seu fill, el sultà Mohamed Shah, va explciar: "Hi va haver diverses hores de pluges intenses, el terreny estava sota els peus mullats i pesants, i el meu pare estava xop fins als ossos." Va agafar un fred sever que ràpidament es va convertir en pneumònia i la mort. "Va morir vuit dies més tard, després que fos iman durant de quatre anys, i va ser enterrat al mausoleu de la família en Najaf a la riba oest de l'Eufrates, a prop de Kufa i la tomba d'Imam Ali, un dels llocs sagrats dels musulmans xiïtes". El mausoleu és també el lloc de descans de l'avi d'Aqa Ali Shah, Shah Khalil Al là, qui va ser el primer Imam quaranta dels Nizar ismaelites, i pel qual fou construït el mausoleu.
La pèrdua prematura del seu pare, Aqa Ali Shah, va tenir lloc poc després de la mort del seu germà, Shihab al-Din Shah. Deuria ser molt dolorós per als joves Muhammad Shah, sultà, que tenia només set anys i mig. Aquest trist esdeveniment va causar dolor també dins de la comunitat musulmana. Aqa Ali Shah va ser recordat amb afecte per la feina realitzada per la millora de la comunitat i com a caçador, una llegenda a la seva època. Va ser succeït pel seu fill, el sultà Mohamed Shah, que es va convertir en Aga Khan III.